# Malý Kiněl
Malý Kiněl (rusky Малый Кинель) je řeka v Orenburské a v Samarské oblasti v Rusku. Je dlouhá 201 km. Plocha povodí měří 2690 km².

## Průběh toku
Pramení na vysočině Obščij Syrt. Ústí zleva do Velkého Kiněle (povodí Volhy).

## Vodní režim
Zdrojem vody jsou sněhové srážky. Průměrný průtok vody ve vzdálenosti 24 km od ústí činí 5,43 m³/s. Zamrzá v listopadu a rozmrzá v dubnu. V některých letech promrzá až do dna.